# Jean-Baptiste Lampens
Jean-Baptiste Lampens (Gent, 31 december 1850 - 22 juli 1922) was een Belgisch volksvertegenwoordiger.

## Levensloop
Lampens was een zoon van kleermaker Jan Lampens en van Clemence Van Belle. Hij trouwde met Prudence Van der Waerhede (1849-1931) en ze kregen drie kinderen. Hij werd meubelmaker en pianomaker. 
Hij werd actief in de vakbond van de Gentse Bond van de meubelmakers, die hij in 1880 stichtte. In 1885 fusioneerde die met de Bond van de houtbewerkers en Lampens werd er voorzitter van. In 1884 was hij medestichter van de Nationale Federatie van Houtbewerkers, een van de rechtstreekse voorlopers van de Algemene Centrale. In 1912 werkte hij mee aan de oprichting van een Algemene centrale van de houtbewerkers. 
Voor de Belgische Werkliedenpartij werd hij in 1895 gemeenteraadslid van Gent, tot aan zijn dood. In 1910 werd hij schepen van Burgerlijke Stand van Gent, een mandaat dat hij eveneens uitoefende tot aan zijn dood, zij het met enkele onderbrekingen.
In 1908 werd hij verkozen tot lid van de Kamer van volksvertegenwoordigers voor het arrondissement Gent en vervulde dit mandaat tot aan zijn dood.
Tijdens de Eerste Wereldoorlog was hij verwikkeld in een spionagezaak en werd in januari 1916 gearresteerd. Tot het einde van de oorlog zat hij opgesloten in het kamp van Holzminden, waar hij ziek van terugkeerde.
Ook was hij vanaf 1883 lid van de coöperatie Vooruit, vanaf 1893 lid van de Gentse Vrijdenkersbond, van 1903 tot 1907 beheerder van de Gentse Werkbeurs, beheerder van het Stedelijk Werkloosheidsfonds van Gent, van 1897 tot 1902 lid van de Hoge Raad voor Nijverheid en Arbeid, beheerder van verschillende bedrijven verbonden met de Bank van de Arbeid, ondervoorzitter van de bond van gewezen politieke gevangenen en ondervoorzitter van het tehuis van oorlogswezen.  